# Aubas
Ne doit pas être confondu avec Aubais.
Aubas [obas] est une commune française située dans le département de la Dordogne, en région Nouvelle-Aquitaine.

## Géographie

### Généralités
Dans l'est du département de la Dordogne et traversée par la Vézère, la commune d'Aubas est située en Périgord noir.
Le bourg d'Aubas est situé, en distances orthodromiques, trois kilomètres au nord-est de Montignac-Lascaux, et dix kilomètres au sud-ouest de Terrasson-Lavilledieu.
La route départementale 704 (l'ancienne route nationale 704) est la principale voie de communication de la commune, également desservie au nord-ouest par la route départementale 46.
Au sud, le sentier de grande randonnée GR 461 traverse le territoire communal, sur un peu plus d'un kilomètre, entre Montignac et Saint-Amand-de-Coly.

### Communes limitrophes
Aubas est limitrophe de six autres communes.
| La Bachellerie, Auriac-du-Périgord | Les Farges | Condat-sur-Vézère |
|                                    | Aubas      | Coly-Saint-Amand  |
| Montignac-Lascaux                  |            |                   |

### Géologie et relief

#### Géologie
Situé sur la plaque nord du Bassin aquitain et bordé à son extrémité nord-est par une frange du Massif central, le département de la Dordogne présente une grande diversité géologique. Les terrains sont disposés en profondeur en strates régulières, témoins d'une sédimentation sur cette ancienne plate-forme marine. Le département peut ainsi être découpé sur le plan géologique en quatre gradins différenciés selon leur âge géologique. Aubas est située dans le deuxième gradin à partir du nord-est, un plateau formé de roches calcaires très dures du Jurassique que la mer a déposées par sédimentation chimique carbonatée, en bancs épais et massifs.
Elle est dans le causse de Terrasson qui concerne quelques communes, au sud de Terrasson-Lavilledieu, sur les coteaux en rive gauche de la Vézère.
Les couches affleurantes sur le territoire communal sont constituées de formations superficielles du Quaternaire datant du Cénozoïque et de roches sédimentaires du Mésozoïque. La formation la plus ancienne, notée j3b, date du Bathonien moyen, composée de calcaire oolithique blanc bioclastique avec parfois un calcaire fin à bancs marneux au sommet. La formation la plus récente, notée CFp, fait partie des formations superficielles de type colluvions indifférenciées de versant, de vallon et plateaux issues d'alluvions, molasses, altérites indifférenciées. Le descriptif de ces couches est détaillé dans  la feuille « no 784 - Terrasson » de la carte géologique au 1/50 000 de la France métropolitaine, et sa notice associée.

Carte géologique d'Aubas.

#### Relief et paysages
Le département de la Dordogne se présente comme un vaste plateau incliné du nord-est (491 m, à la forêt de Vieillecour dans le Nontronnais, à Saint-Pierre-de-Frugie) au sud-ouest (2 m à Lamothe-Montravel). L'altitude du territoire communal varie quant à elle entre 68 m et 255 m,.
Dans le cadre de la Convention européenne du paysage entrée en vigueur en France le 1er juillet 2006, renforcée par la loi du 8 août 2016 pour la reconquête de la biodiversité, de la nature et des paysages, un atlas des paysages de la Dordogne a été élaboré sous maîtrise d’ouvrage de l’État et publié en octobre 2020. Les paysages du département s'organisent en huit unités paysagères et 14 sous-unités. La commune fait partie du Périgord noir, un paysage vallonné et forestier, qui ne s’ouvre que ponctuellement autour de vallées-couloirs et d’une multitude de clairières de toutes tailles. Il s'étend du nord de la Vézère au sud de la Dordogne (en amont de Lalinde) et est riche d’un patrimoine exceptionnel.
La superficie cadastrale de la commune publiée par l'Insee, qui sert de référence dans toutes les statistiques, est de 17,53 km2,,. La superficie géographique, issue de la BD Topo, composante du Référentiel à grande échelle produit par l'IGN, est quant à elle de 17,18 km2.

### Hydrographie

#### Réseau hydrographique
La commune est située dans le bassin de la Dordogne au sein du Bassin Adour-Garonne. Elle est drainée par la Vézère et par divers petits cours d'eau, qui constituent un réseau hydrographique de 12 km de longueur totale,.
La Vézère, d'une longueur totale de 211,2 km, prend sa source en Corrèze dans la commune de Meymac et se jette  dans la Dordogne — dont elle est l'un des principaux affluents — en rive droite, à Limeuil, face à Alles-sur-Dordogne,. Elle traverse le territoire communal sur plus de six kilomètres du nord au sud-ouest et, lui servant de limite naturelle sur plus de trois kilomètres et demi en deux tronçons, face à Condat-sur-Vézère, Les Farges et Montignac-Lascaux.

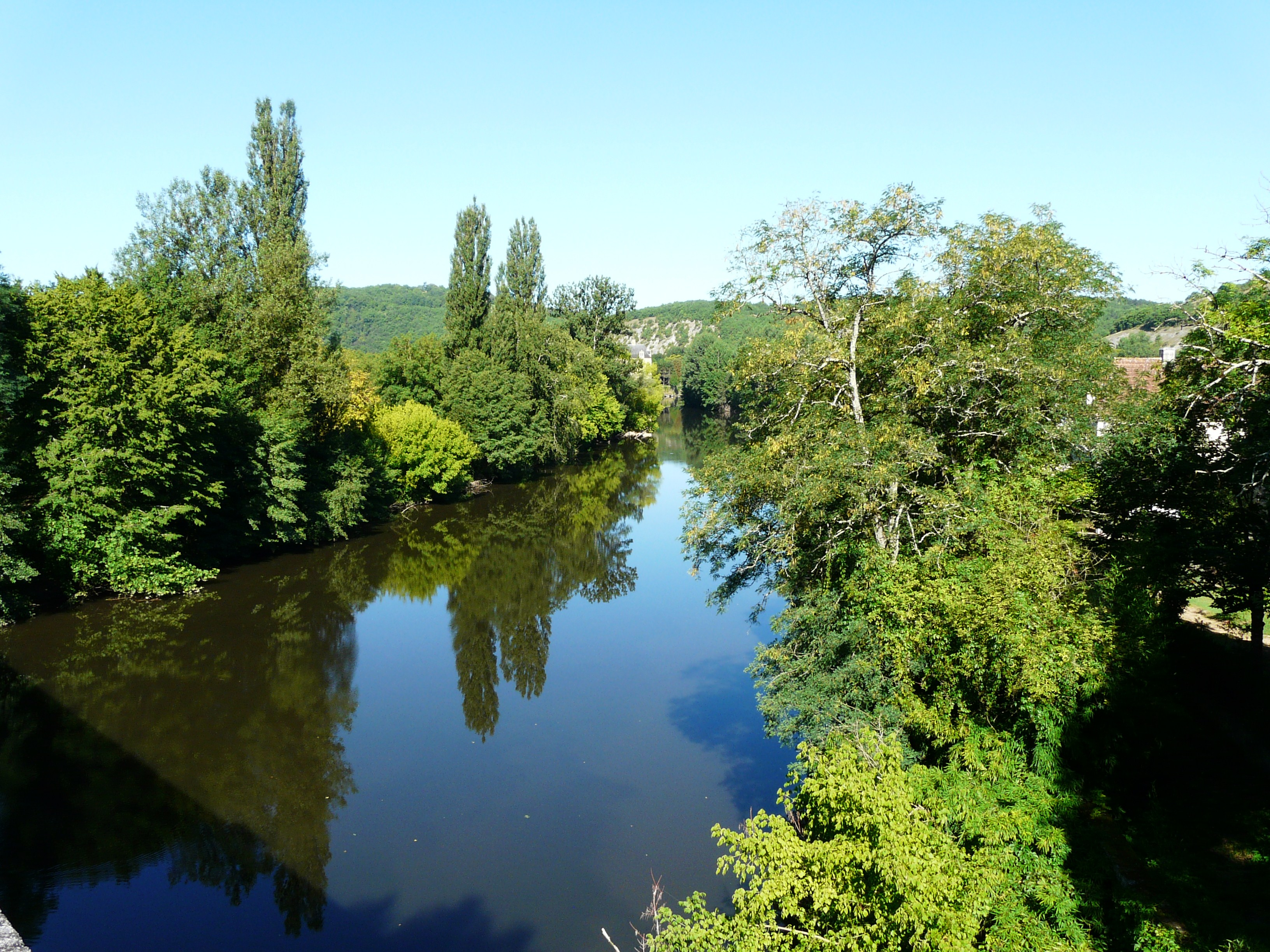
La Vézère au pont de la Valade, entre Aubas (à gauche) et Condat-sur-Vézère.
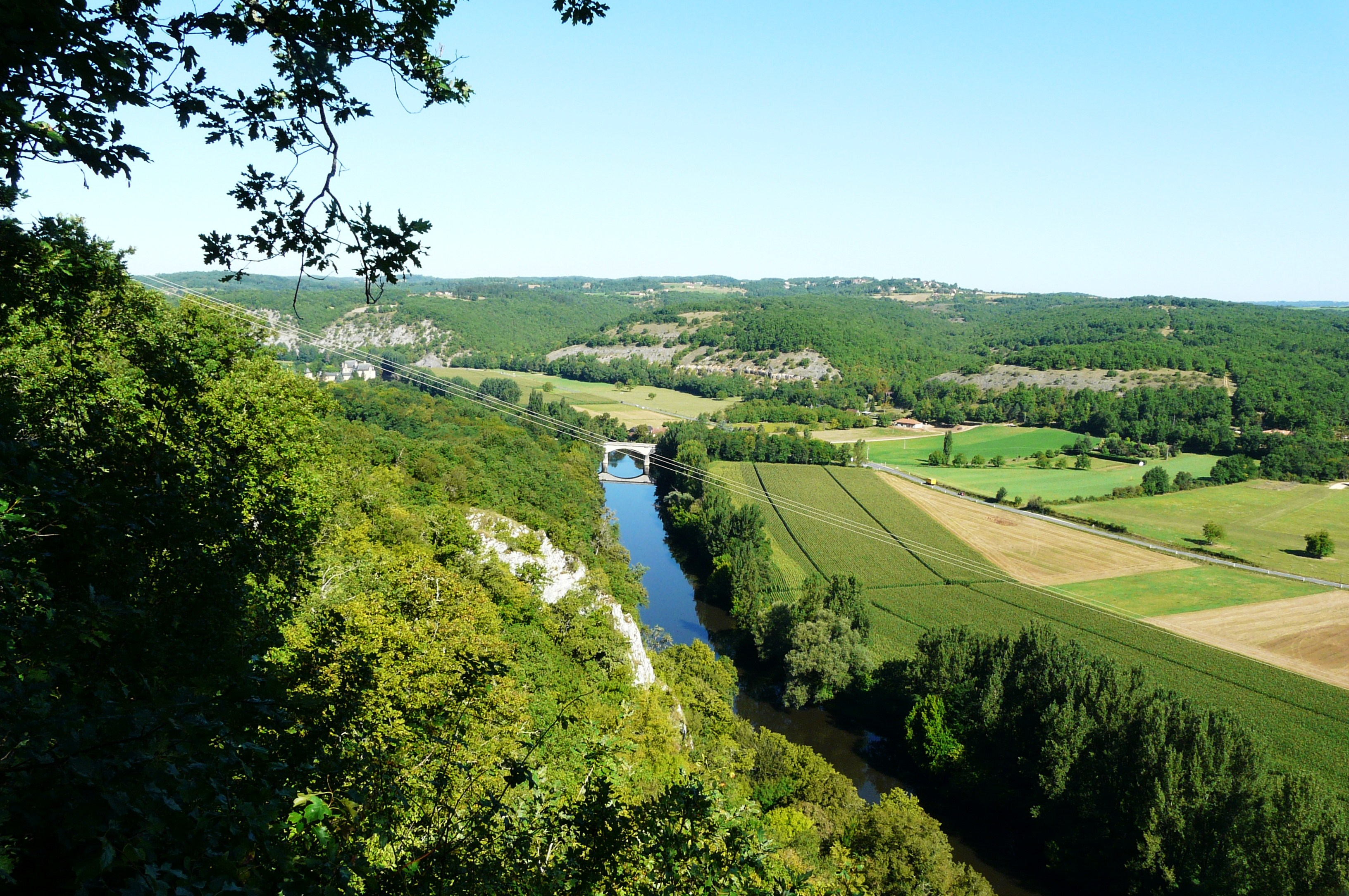
La Vézère vue vers l'aval depuis le coteau de l'Escaleyrou. À gauche Aubas, à droite Condat-sur-Vézère.
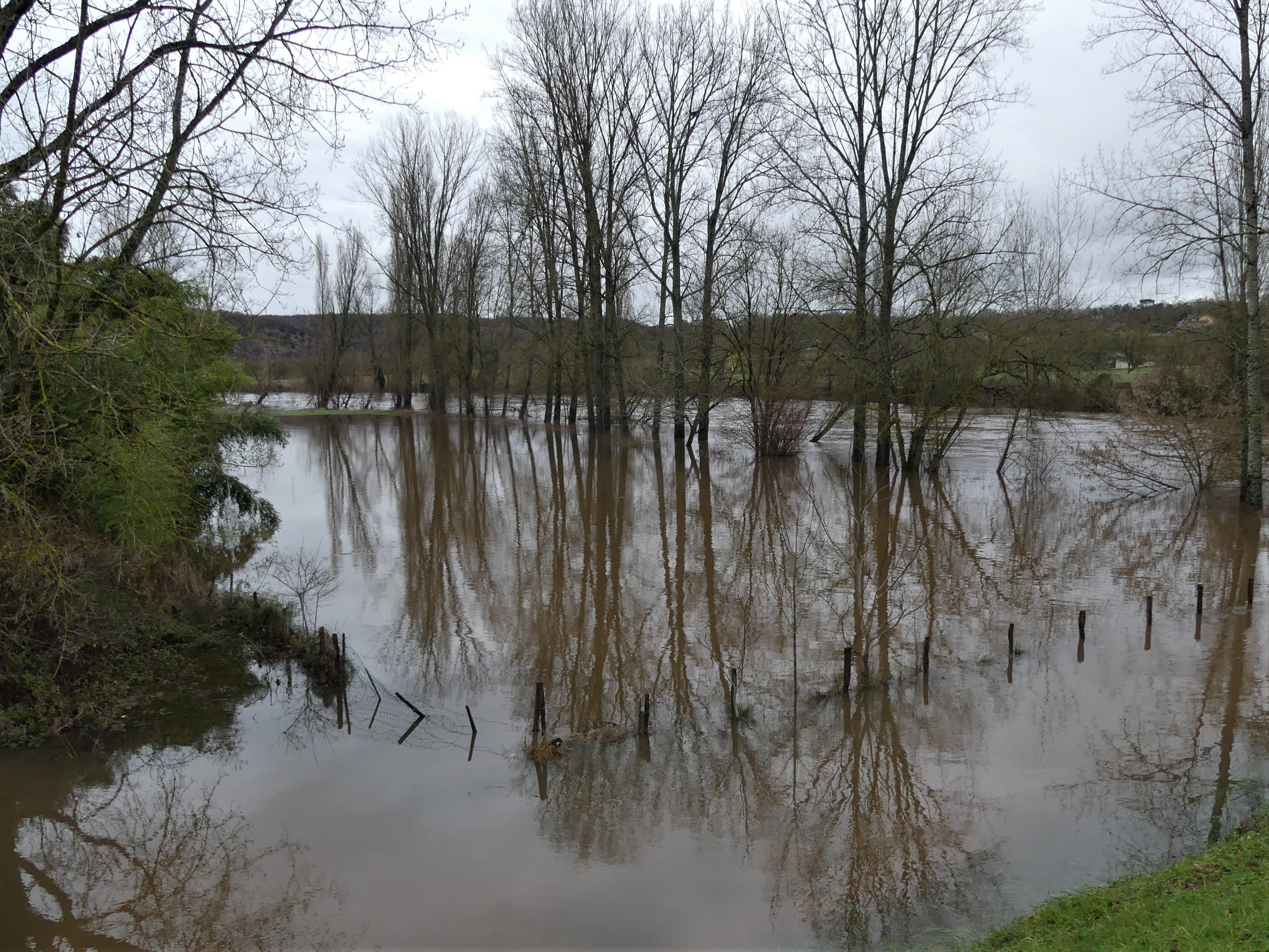
Crue de la Vézère à Aubas (janvier 2018). Le lit normal de la rivière se situe au-delà du rideau d'arbres.
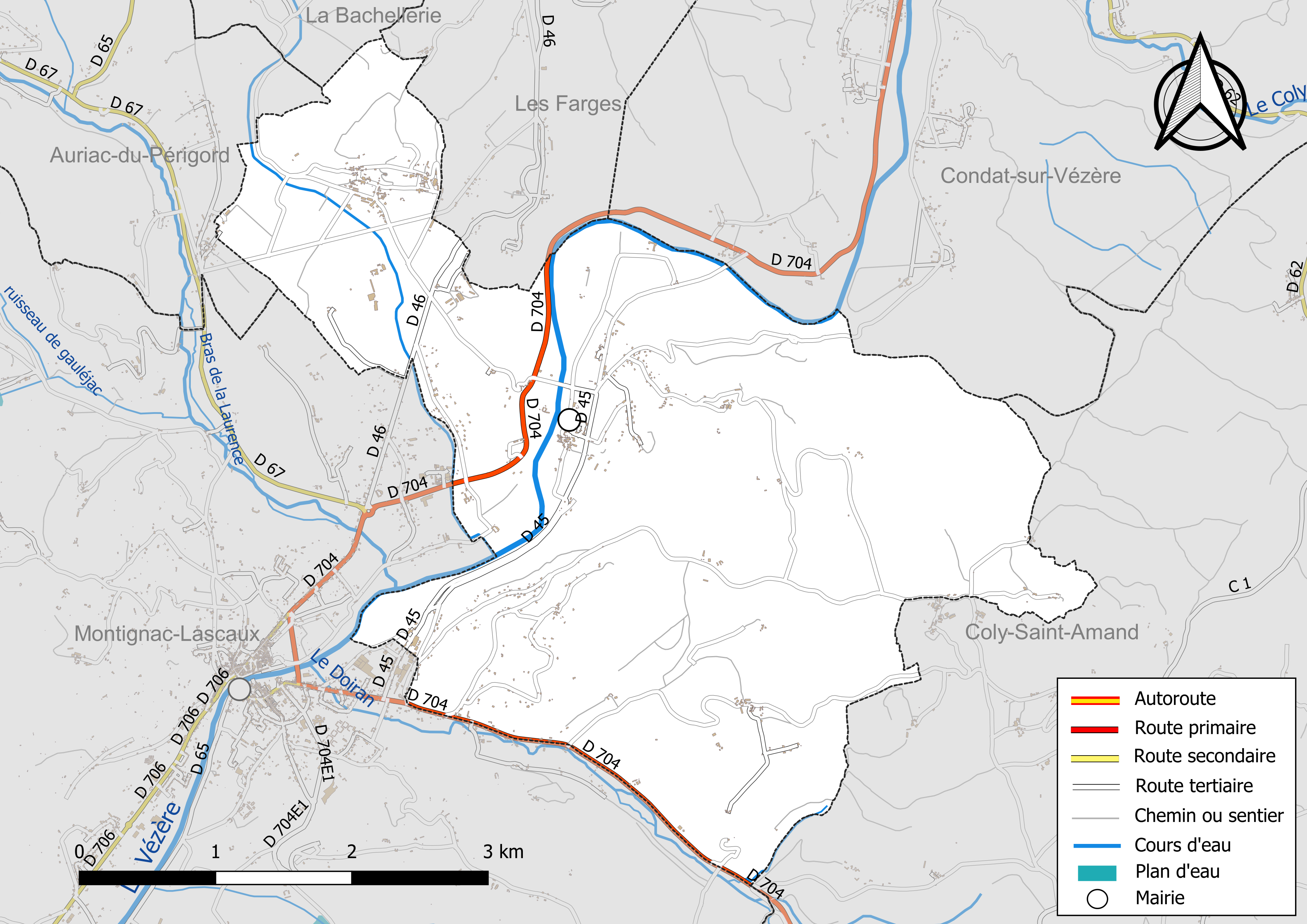
Réseaux hydrographique et routier d'Aubas.

#### Gestion et qualité des eaux
Le territoire communal est couvert par le schéma d'aménagement et de gestion des eaux (SAGE) « Vézère-Corrèze ». Ce document de planification, dont le territoire regroupe les bassins versants de la Vézère et de la Corrèze, d'une superficie de 3 730 km2 est en cours d'élaboration. La structure porteuse de l'élaboration et de la mise en œuvre est le conseil départemental de la Corrèze. Il définit sur son territoire les objectifs généraux d’utilisation, de mise en valeur et de protection quantitative et qualitative des ressources en eau superficielle et souterraine, en respect des objectifs de qualité définis dans le troisième SDAGE  du Bassin Adour-Garonne qui couvre la période 2022-2027, approuvé le 10 mars 2022.
La qualité des eaux de baignade et des cours d’eau peut être consultée sur un site dédié géré par les agences de l’eau et l’Agence française pour la biodiversité.

### Climat
Pour des articles plus généraux, voir Climat de la Nouvelle-Aquitaine et Climat de la Dordogne.
Historiquement, la commune est exposée à un climat océanique aquitain.  
En 2020, Météo-France publie une typologie des climats de la France métropolitaine dans laquelle la commune est exposée à un climat océanique altéré et est dans la région climatique Ouest et nord-ouest du Massif Central, caractérisée par une pluviométrie annuelle de 900 à 1 500 mm, maximale en automne et en hiver.
Pour la période 1971-2000, la température annuelle moyenne est de 12,7 °C, avec  une amplitude thermique annuelle de 15,1 °C. Le cumul annuel moyen de précipitations est de 904 mm, avec 12,4 jours de précipitations en janvier et 7 jours en juillet. Pour la période 1991-2020, la température moyenne annuelle observée sur la station météorologique la plus proche, située sur la commune de Thenon à 11 km à vol d'oiseau, est de 12,9 °C et le cumul annuel moyen de précipitations est de 907,1 mm,. Pour l'avenir, les paramètres climatiques de la commune estimés pour 2050 selon différents scénarios d’émission de gaz à effet de serre sont consultables sur un site dédié publié par Météo-France en novembre 2022.

## Urbanisme

### Typologie
Au 1er janvier 2024, Aubas est catégorisée commune rurale à habitat dispersé, selon la nouvelle grille communale de densité à 7 niveaux définie par l'Insee en 2022.
Elle est située hors unité urbaine et hors attraction des villes,.

### Occupation des sols
L'occupation des sols de la commune, telle qu'elle ressort de la base de données européenne d’occupation biophysique des sols Corine Land Cover (CLC), est marquée par l'importance des forêts et milieux semi-naturels (53,1 % en 2018), en diminution par rapport à 1990 (54 %). La répartition détaillée en 2018 est la suivante : 
forêts (48,2 %), terres arables (22,4 %), zones agricoles hétérogènes (18,6 %), milieux à végétation arbustive et/ou herbacée (4,9 %), prairies (3,1 %), zones urbanisées (2,8 %). L'évolution de l’occupation des sols de la commune et de ses infrastructures peut être observée sur les différentes représentations cartographiques du territoire : la carte de Cassini (XVIIIe siècle), la carte d'état-major (1820-1866) et les cartes ou photos aériennes de l'IGN pour la période actuelle (1950 à aujourd'hui).

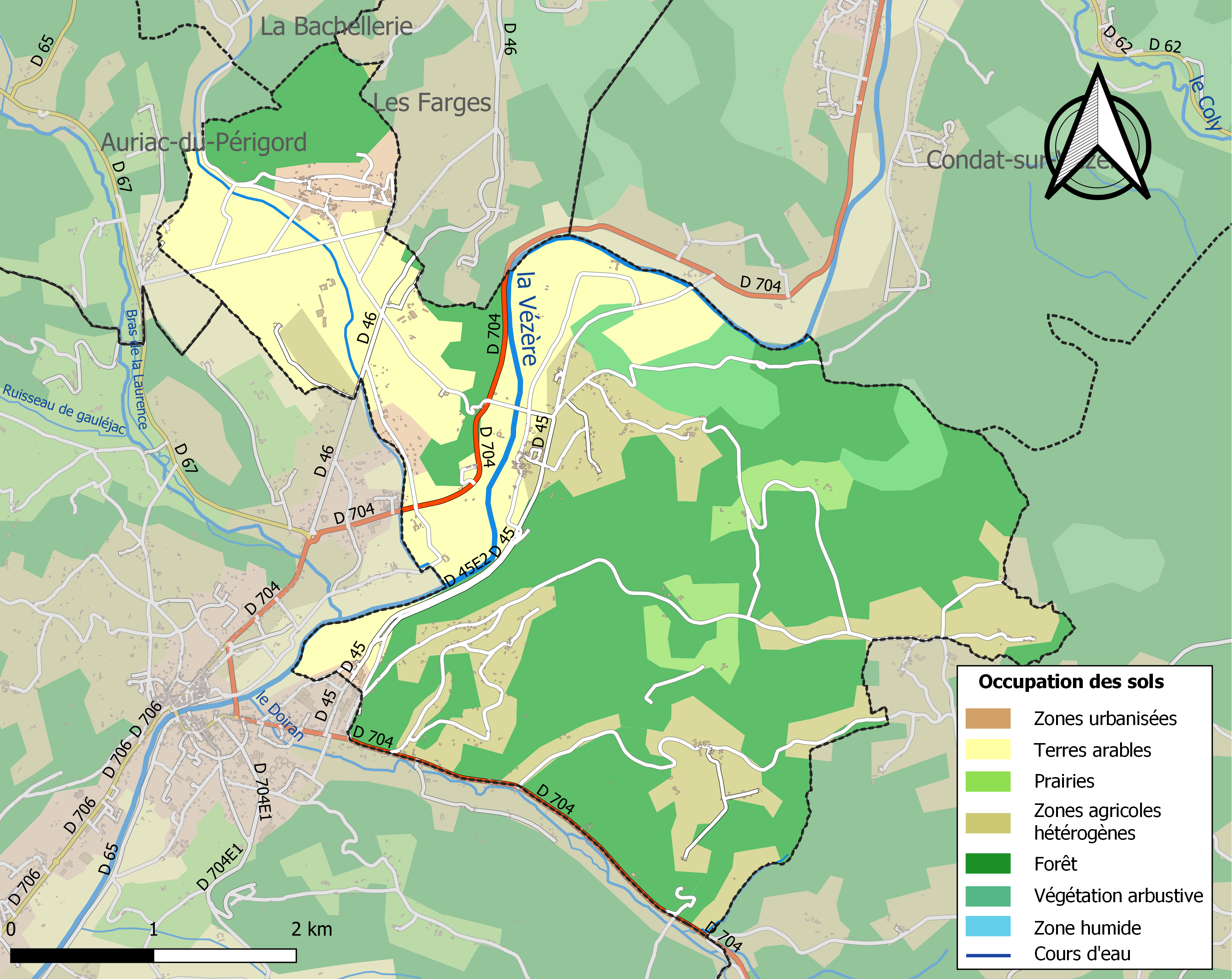
Carte des infrastructures et de l'occupation des sols de la commune en 2018 (CLC).

### Villages, hameaux et lieux-dits
Outre le bourg d'Aubas proprement dit, la commune se compose d'autres villages ou hameaux, ainsi que de lieux-dits :
- l'Arzemme
- Baunac
- Bois de la Plaine
- la Borie
- le Bourdal
- le Bousquet
- Brégedelle
- la Cabane
- Château de Sauvebœuf
- le Chemin Royal
- Claveillère
- la Clavière
- le Clos du Bousquet
- Combe Albert
- les Combeaux
- Combecuite
- le Combel
- les Combes
- le Communal
- le Duc
- l'Escaleyrou
- les Escures
- les Faux
- Feletz
- la Garenne
- les Genèbres
- les Granges
- le Lac de Borgne
- Laudigerie
- Leyssartrou
- Ligal
- la Maison Neuve
- Métairie Neuve
- la Migeardie
- le Montant
- Murat
- Péchany
- le Peuch
- le Pigeonnier
- les Places
- les Placettes
- le Port
- les Régates
- Rochemalière
- le Sablou
- la Salle
- le Single
- les Sivadoux
- le Sourbel
- la Tournerie
- la Treille
- Vialard.

### Prévention des risques
Le territoire de la commune d'Aubas est vulnérable à différents aléas naturels : météorologiques (tempête, orage, neige, grand froid, canicule ou sécheresse), inondations, feux de forêts, mouvements de terrains et séisme (sismicité très faible). Il est également exposé à un risque technologique, la rupture d'un barrage. Un site publié par le BRGM permet d'évaluer simplement et rapidement les risques d'un bien localisé soit par son adresse soit par le numéro de sa parcelle.

#### Risques naturels
Certaines parties du territoire communal sont susceptibles d’être affectées par le risque d’inondation par débordement de cours d'eau, notamment la Vézère. La commune a été reconnue en état de catastrophe naturelle au titre des dommages causés par les inondations et coulées de boue survenues en 1982, 1983, 1989, 1993, 1999 et 2001,. Le risque inondation est pris en compte dans l'aménagement du territoire de la commune par le biais du plan de prévention des risques inondation (PPRI) de la « vallée de la Vézère », couvrant 16 communes et 20 décembre 2000, puis révisé le 25 juillet 2022, pour les crues de la Vézère. La crue historique la plus forte sur le secteur du PPRI pour laquelle des informations sont disponibles est la crue d’octobre 1960. Le débit de pointe de cette crue a été défini à 1 360 m3/s à Montignac, soit une période de retour d’environ 250 ans,.
Aubas est exposée au risque de feu de forêt. L’arrêté préfectoral du 14 mars 2013 fixe les conditions de pratique des incinérations et de brûlage dans un objectif de réduire le risque de départs d’incendie. À ce titre, des périodes sont déterminées : interdiction totale du 15 février au 15 mai et du 15 juin au 15 octobre, utilisation réglementée du 16 mai au 14 juin et du 16 octobre au 14 février. En septembre 2020, un plan inter-départemental de protection des forêts contre les incendies (PidPFCI) a été adopté pour la période 2019-2029,.

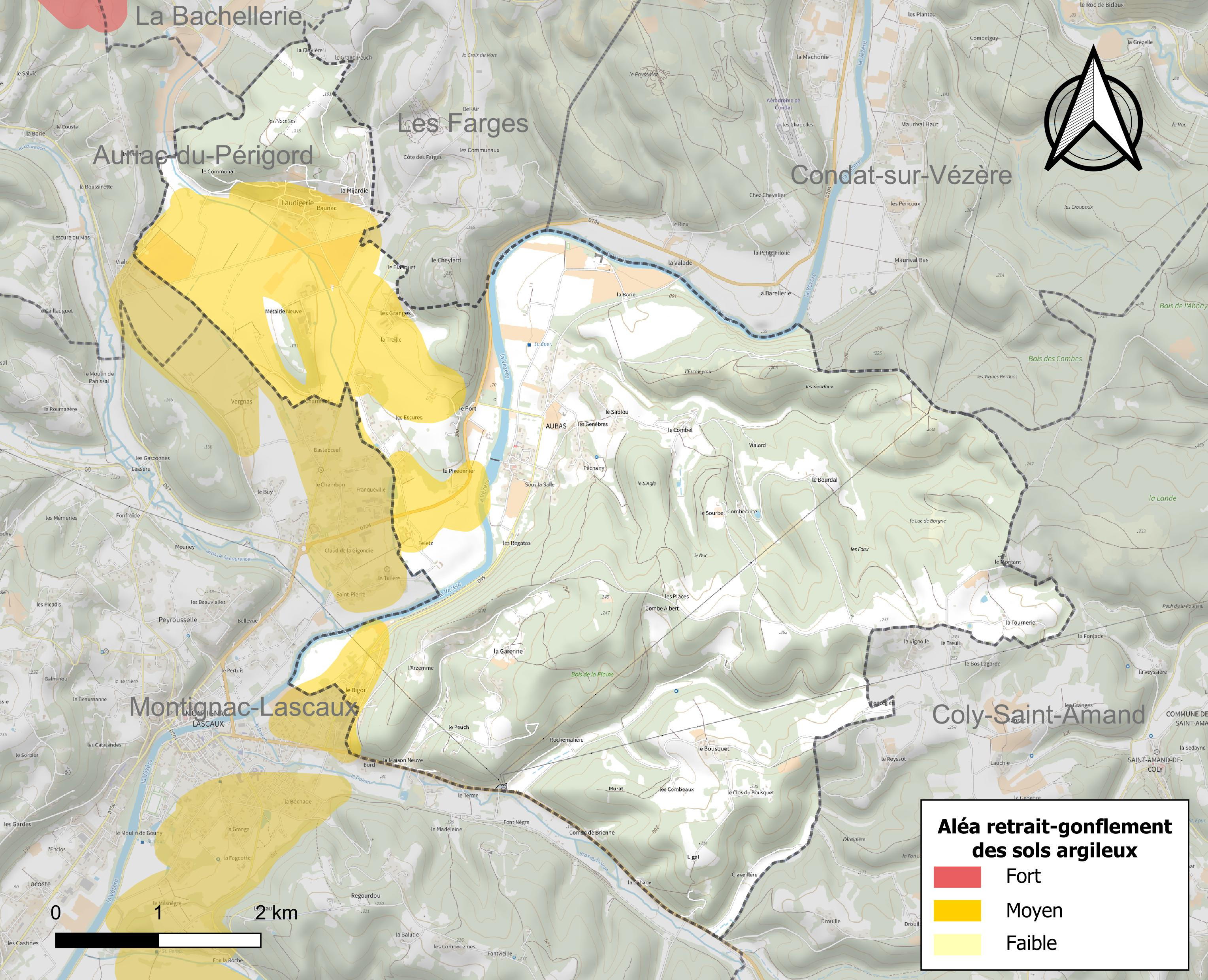
Carte des zones d'aléa retrait-gonflement des sols argileux d'Aubas.

Les mouvements de terrains susceptibles de se produire sur la commune sont des tassements différentiels. Le retrait-gonflement des sols argileux est susceptible d'engendrer des dommages importants aux bâtiments en cas d’alternance de périodes de sécheresse et de pluie. 15,1 % de la superficie communale est en aléa moyen ou fort (58,6 % au niveau départemental et 48,5 % au niveau national métropolitain). Depuis le 1er octobre 2020, en application de la loi ÉLAN, différentes contraintes s'imposent aux vendeurs, maîtres d'ouvrages ou constructeurs de biens situés dans une zone classée en aléa moyen ou fort,.
La commune a été reconnue en état de catastrophe naturelle au titre des dommages causés par la sécheresse en 2011 et par des mouvements de terrain en 1999.

#### Risque technologique
La commune est en outre située en aval du barrage de Monceaux la Virolle, un ouvrage de classe A situé dans le département de la Corrèze et faisant l'objet d'un PPI depuis 2009. À ce titre elle est susceptible d’être touchée par l’onde de submersion consécutive à la rupture de cet ouvrage.

## Toponymie
Le nom de la localité est attesté sous les formes Ambas au XIIIe siècle, Aubas en 1365, Albacium en 1479.
Le nom d'Aubas se référerait à un personnage d'origine gallo-romaine : Albatius ou Albasius,. Selon Bénédicte Fénié, l'explication pourrait provenir d'aubars, correspondant aux saules blancs en occitan ou du peuplier blancs, Populus alba en latin, Aubars en occitan que l'on retrouve aussi sous l'appellation Aube en français.
En occitan, la commune porte le nom d'Aubàs.

## Histoire
Plusieurs gisements préhistoriques ont été découverts sur le territoire communal.
L'église a été bâtie au XIIe siècle.
La première mention écrite connue du lieu apparait au XIVe siècle sous sa forme actuelle : « Aubas ».

## Politique et administration

### Rattachements administratifs et électoraux
Dès 1790, la commune d'Aubas a été rattachée au canton de Montignac qui dépendait du district de Montignac jusqu'en 1795, date de suppression des districts. En 1801, ce canton dépend de l'arrondissement de Sarlat (devenu l'arrondissement de Sarlat-la-Canéda en 1965).
Dans le cadre de la réforme de 2014 définie par le décret du 21 février 2014, ce canton disparaît aux élections départementales de mars 2015. La commune est alors rattachée au canton de la Vallée de l'Homme.

### Intercommunalité
Fin 2001, Aubas intègre dès sa création la communauté de communes de la Vallée de la Vézère. Celle-ci est dissoute au 31 décembre 2013 et remplacée au 1er janvier 2014 par la communauté de communes de la Vallée de l'Homme.

### Administration municipale
La population de la commune étant comprise entre 500 et 1 499 habitants au recensement de 2017, quinze conseillers municipaux ont été élus en 2020,.

### Liste des maires
| Période                                  | Période      | Identité        | Étiquette | Qualité                                                           |
| ---------------------------------------- | ------------ | --------------- | --------- | ----------------------------------------------------------------- |
| Les données manquantes sont à compléter. |              |                 |           |                                                                   |
|                                          |              |                 |           |                                                                   |
| 1953                                     | mars 2001    | Jean Burg       | PS        | Agriculteur Conseiller général du canton de Montignac (1979-1998) |
| mars 2001                                | juillet 2020 | Patrick Gourdon | PS        | Ambulancier                                                       |
| juillet 2020                             | En cours     | Valène Dupuy    |           | Conseillère en insertion                                          |

## Équipements et services publics

### Justice
Dans le domaine judiciaire, Aubas relève : 
- du tribunal judiciaire, du tribunal pour enfants, du conseil de prud'hommes et du tribunal de commerce de Périgueux ;
- du pôle Nationalité du tribunal judiciaire de Périgueux (compétent uniquement dans le domaine de la nationalité) ;
- de la cour d'appel, du tribunal administratif et de la cour administrative d'appel de Bordeaux.

## Population et société

### Démographie
Les habitants d'Aubas se nomment les Aubasins.
L'évolution du nombre d'habitants est connue à travers les recensements de la population effectués dans la commune depuis 1793. Pour les communes de moins de 10 000 habitants, une enquête de recensement portant sur toute la population est réalisée tous les cinq ans, les populations de référence des années intermédiaires étant quant à elles estimées par interpolation ou extrapolation. Pour la commune, le premier recensement exhaustif entrant dans le cadre du nouveau dispositif a été réalisé en 2007.

En 2022, la commune comptait 615 habitants, en évolution de −0,97 % par rapport à 2016 (Dordogne : +0,37 %, France hors Mayotte : +2,11 %).
| 1793 | 1800 | 1806 | 1821 | 1831 | 1836 | 1841 | 1846 | 1851 |
| ---- | ---- | ---- | ---- | ---- | ---- | ---- | ---- | ---- |
| 600  | 605  | 565  | 629  | 663  | 677  | 649  | 654  | 685  |

| 1856 | 1861 | 1866 | 1872 | 1876 | 1881 | 1886 | 1891 | 1896 |
| ---- | ---- | ---- | ---- | ---- | ---- | ---- | ---- | ---- |
| 690  | 673  | 617  | 542  | 578  | 604  | 591  | 560  | 547  |

| 1901 | 1906 | 1911 | 1921 | 1926 | 1931 | 1936 | 1946 | 1954 |
| ---- | ---- | ---- | ---- | ---- | ---- | ---- | ---- | ---- |
| 519  | 525  | 515  | 482  | 503  | 456  | 506  | 385  | 346  |

| 1962 | 1968 | 1975 | 1982 | 1990 | 1999 | 2006 | 2007 | 2012 |
| ---- | ---- | ---- | ---- | ---- | ---- | ---- | ---- | ---- |
| 363  | 348  | 348  | 395  | 458  | 488  | 587  | 601  | 627  |

| 2017 | 2022 | - | - | - | - | - | - | - |
| ---- | ---- | - | - | - | - | - | - | - |
| 609  | 615  | - | - | - | - | - | - | - |

### Manifestations culturelles et festivités
Au printemps, « Fête des plantes, des fleurs, des savoir-faire et de la culture occitane » (9e édition en 2025).

## Économie

### Emploi
En 2021, parmi la population communale comprise entre 15 et 64 ans, les actifs représentent 272 personnes, soit 44,2 % de la population municipale. Le nombre de chômeurs (18) a très fortement diminué par rapport à 2015 (41) et le taux de chômage de cette population active s'établit à 6,6 %.

### Activités hors agriculture
52 établissements marchands non agricoles sont économiquement actifs en 2021 à Aubas,.
| Secteur d'activité                                                                                        | Commune | Commune | Département |
| Secteur d'activité                                                                                        | Nombre  | %       | %           |
| --- | ------- | ------- | ----------- |
| Ensemble                                                                                                  | 52      |         |             |
| Industrie manufacturière, industries extractives et autres                                                | 5       | 9,6 %   | (8,4 %)     |
| Construction                                                                                              | 15      | 28,8 %  | (13,4 %)    |
| Commerce de gros et de détail, transports, hébergement et restauration                                    | 8       | 15,4 %  | (28,2 %)    |
| Information et communication                                                                              | 3       | 5,8 %   | (1,8 %)     |
| Activités financières et d'assurance                                                                      | 0       | 0,0 %   | (3,6 %)     |
| Activités immobilières                                                                                    | 5       | 9,6 %   | (6,7 %)     |
| Activités spécialisées, scientifiques et techniques et activités de services administratifs et de soutien | 7       | 13,5 %  | (15 %)      |
| Administration publique, enseignement, santé humaine et action sociale                                    | 4       | 7,7 %   | (12,8 %)    |
| Autres activités de services                                                                              | 5       | 9,6 %   | (10,1 %)    |

Le secteur de la construction est prépondérant sur la commune puisqu'il représente 28,8 % du nombre total d'établissements de la commune (15 sur les 52 entreprises implantées  à Aubas), contre 13,4 % au niveau départemental.

### Agriculture
La commune est dans le « Périgord Noir », une petite région agricole dans le département de la Dordogne. En 2020, l'orientation technico-économique de l'agriculture  sur la commune est la polyculture et/ou le polyélevage. 
|               | 1988 | 2000 | 2010 | 2020 |
| ------------- | ---- | ---- | ---- | ---- |
| Exploitations | 31   | 22   | 23   | 13   |
| SAU (ha)      | 683  | 514  | 632  | 512  |

Le nombre d'exploitations agricoles en activité et ayant leur siège dans la commune est passé de 31 lors du recensement agricole de 1988  à 22 en 2000 puis à 23 en 2010 et enfin à 13 en 2020, soit une baisse de 58 % en 32 ans. Le même mouvement est observé à l'échelle du département qui a perdu pendant cette période 60 % de ses exploitations (passant de 15 825 à 6 328),. La surface agricole utilisée sur la commune a également diminué, passant de 683 ha en 1988 à 512 ha en 2020. Parallèlement la surface agricole utilisée moyenne par exploitation a augmenté, passant de 22 à 39 ha.

## Culture locale et patrimoine

### Lieux et monuments
- Château de Sauvebœuf, des XVIIe et XIXe siècles, inscrit au titre des monuments historiques en 1987 et 2009[69], visitable[70].
- Château de Brégedelle, XVIe siècle[71].
- Manoir de Féletz du XIIIe siècle, avec logis et chapelle, transformé en métairie[72],[73]. La première mention du fief date de 1502 : « il y a un autre gentilhomme, nommé Dauradie, qui tient belle metayrie ». Le gentilhomme dont il est question est Étienne de Féletz qui a rendu hommage au comte de Périgord pour la seigneurie de « La Daurandie ». Étienne de Féletz est à l'origine de la fortune foncière de la famille. La famille de Féletz a conservé le domaine de la Dauradie jusqu'à la Révolution. Elle possède aussi une maison à Montignac. Étienne de Féletz rend aveu de tous ses domaines au comte de Périgord le 27 septembre 1541[74] et établit son testament en 1542 au repaire de la Dauradie. C'est la première mention de la demeure.
- Ferme, Borie de Féletz, située à 250 m du manoir de Féletz, date peut-être de l'origine du domaine de Féletz, au XVIe siècle, mais sa première mention remonte à 1724, dans l'inventaire fait après décès de Charles de Féletz[75].
- Église Saint-Cyr-et-Sainte-Julitte, XIIe et XVe siècles, inscrite au titre des monuments historiques depuis 1970[49]. Elle doit son nom à saint Cyr et à sa mère sainte Julitte, deux martyrs chrétiens du IVe siècle.
- Belvédère et table d'orientation du coteau de l'Escaleyrou, avec vue sur la vallée de la Vézère et sur trois châteaux : Sauvebœuf, la Petite Filolie et la Fleunie.
- Ancien repaire noble de Bigord[76]. La première mention remonte à 1324.

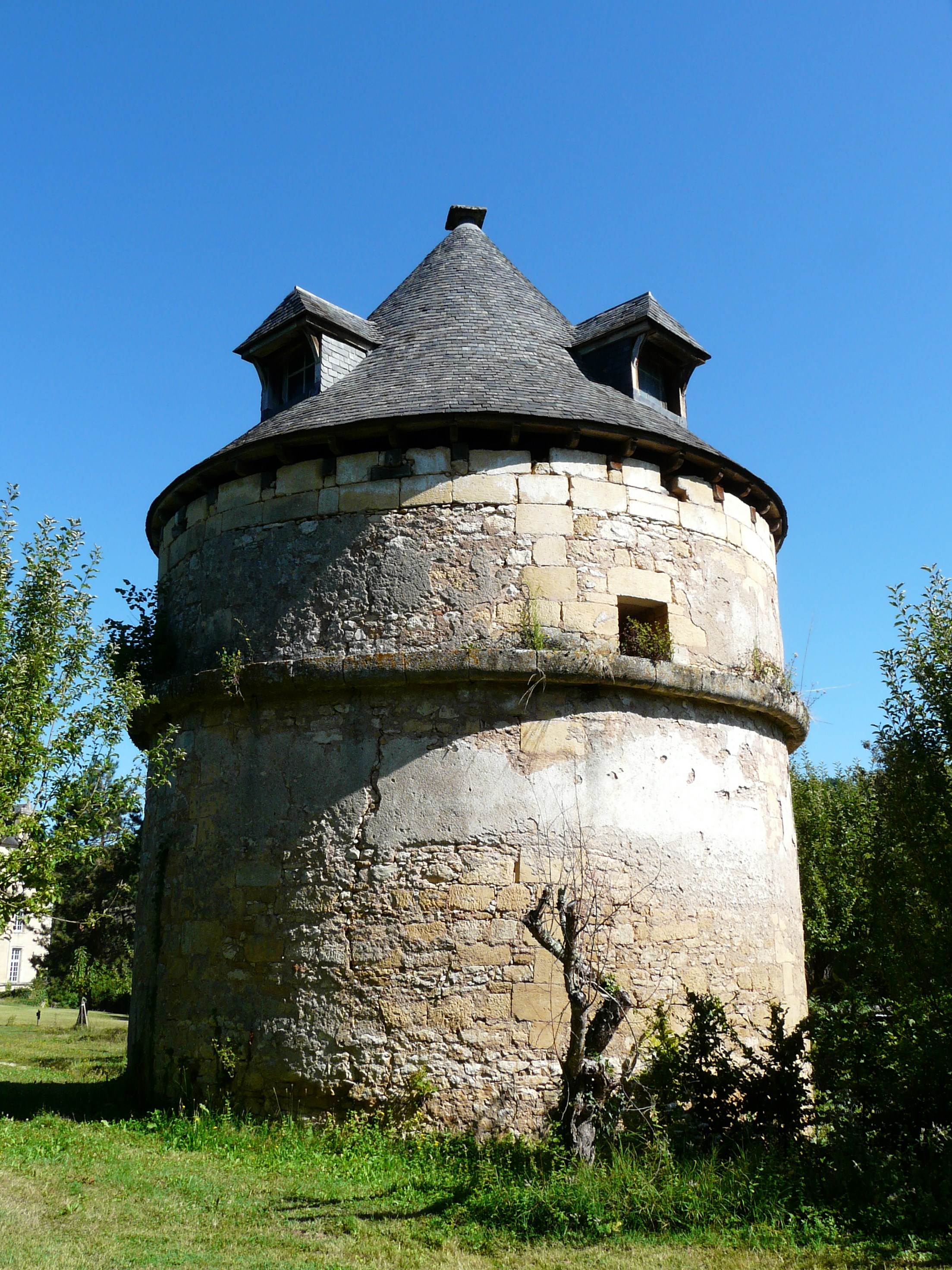
Le pigeonnier du château de Sauvebœuf.

### Personnalités liées à la commune
- Louis Chassaignac de Latrade (1811-1883), est un homme politique né à Sauvebœuf (commune d'Aubas).

## Pour approfondir